# The Station
The Station est un jeu vidéo d'aventure développé et édité par The Station Team, sorti en 2018 sur Windows, Mac, Linux, PlayStation 4 et Xbox One.

## Accueil
- Adventure Gamers : 3/5[1]
- Jeuxvideo.com : 12/20[2]